# Ширинка (архітектура)

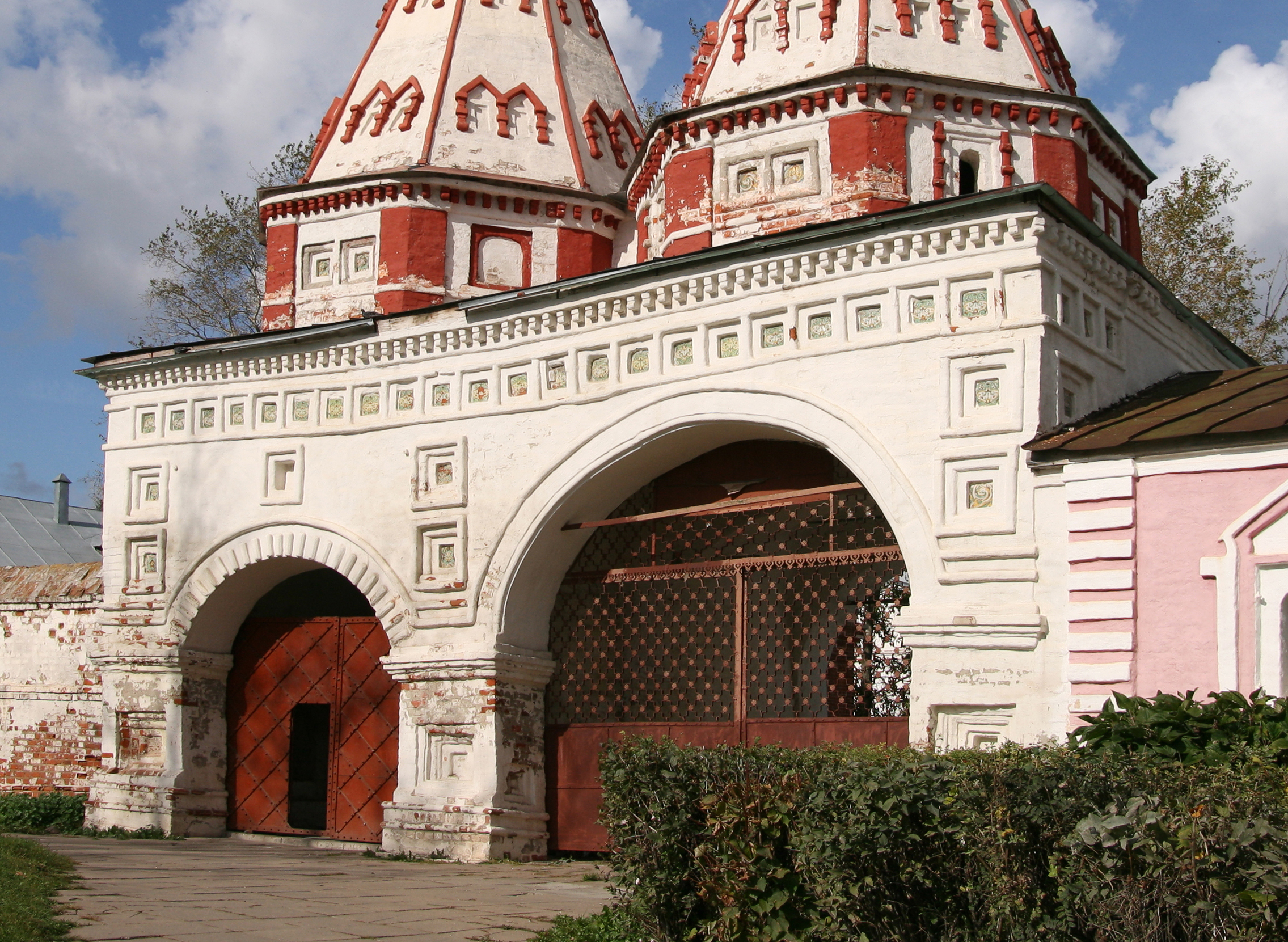
Фрагмент Святих воріт (1688 р.) Ризоположенського монастиря в Суздалі. Ширинки з кахлями поміщені у вигляді пояса по верхньому краю, парами і окремо — нижче на пілонах

Ширинка — різновид кесона; поширений в російській архітектурі XVI—XVII століть елемент декору у вигляді квадратної заглибини в стіні, всередині якої іноді містилися кахлі або різьблене оздоблення. Застосовувався для зовнішньої обробки плоских частин кам'яних будівель (фасадів, устоїв ворітних арок, пілястр, парапетів фортечних стін). Особливо часто ширинки застосовувалися в оздобленні дзвіниць, де іноді всю прямокутну основу верхнього восьмерика і нижній парапет суцільно покривали ширинками.
Мотив ширинки зближує цей вид декору з фільонкою, бо ширинка є перспективною прямокутною рамкою, з повторюваним мотивом.
Архітектори часто зосереджували на обробці ширинками свою винахідливість. Рамка була зроблена з тесаного каменю або лекальної цегли; найпростіший профіль являв собою прямокутний виступ, найскладніший — четвертний вал з жолобком. Заглибина залишалася гладкою або заповнювалася білокам'яною пробкою, для невеликих ширинок на пробці витісувалась крихітна балясина або розетка, у великих ширинках для обробки використовувалися кахлі або пробка обкладалася цеглою з нескладним опуклим зображенням.
При оздоблюванні пілястри колонка ширинок іноді завершувалася западиною у формі закомари. На фризах головних карнизів церков використовувалися ширинки, в яких заглибина була заповнена цегляною кладкою з вирізами, схожими на листок дерева.